# Градоначальники Самары
Глава городского округа Самара —  высшее должностное лицо Самары, возглавляющее Администрацию городского округа Самара — высший исполнительный орган власти города

## Порядок избрания
Главу городского округа Самара сроком на 5  лет избирает Дума городского округа. Кандидата выбирают из списка представленного комиссией по результатам конкурса. Порядок проведения конкурса на должность определяется отдельным решением Думы городского округа Самара. После принятия решения Думы о избрании кандидата, новый глава городского округа приносит присягу на ближайшем заседании Думы.
При вступлении в должность Глава городского округа Самара приносит торжественную присягу:
"Клянусь при осуществлении полномочий Главы городского округа Самара уважать и охранять права и свободы человека и гражданина, действовать в интересах населения городского округа Самара, соблюдать Конституцию Российской Федерации, федеральное законодательство, законодательство Самарской области, Устав городского округа Самара, иные муниципальные правовые акты городского округа Самара" Устав Самары

## Воеводы(1586—1781)
| Фамилия, Имя Отчество                                          | Годы жизни              | Должность | Период руководства    |
| -------------------------------------------------------------- | ----------------------- | --------- | --------------------- |
| Засекин, Григорий Осипович                                     | 1540/50 — не ранее 1597 | Воевода   | 1586—1587             |
| Овцын, Григорий Семёнович                                      | (?)—1603 (1604)         | Воевода   | 1590                  |
| Овцын, Григорий Семёнович                                      | (?)—1603 (1604)         | Воевода   | 1595                  |
| Вельяминов Игнатий Григорьевич                                 |                         | Воевода   | 1591—1592             |
| Милюков Иван Григорьевич                                       |                         | Воевода   | 1593—1594             |
| Щербатов, Савва Дмитриевич                                     | (?)—1607                | Воевода   | 1599—1601             |
| Пожарский-Лопата, Дмитрий Петрович                             | (?)—1641                | Воевода   | 1614                  |
| Туренин-Жар, Василий Иванович                                  | (?)—1634                | Воевода   | 1614                  |
| Белосельский, Михаил Васильевич                                | (?)—1634                | Воевода   | 1614—1616             |
| Огарёв-Нелюб, Фома Васильевич                                  |                         | Воевода   | 1617—1618             |
| Кокарев, Григорий                                              |                         | Воевода   | (?)                   |
| Погожев, Дементий Семёнович                                    |                         | Воевода   | 1623—1624             |
| Племянников, Фёдор Тимофеевич                                  |                         | Воевода   | 1639                  |
| Загряжский, П.                                                 |                         | Воевода   | (?)                   |
| Плещеев, Лев Афанасьевич                                       | (?)—1645                | Воевода   | 1643—1644             |
| Горчаков, Василий Дмитриевич                                   |                         | Воевода   | 1644—1647             |
| Овцын, Савва Тимофеевич                                        |                         | Воевода   | 1650—1651             |
| Бабичев, Пётр Иванович                                         |                         | Воевода   | 1653—1655             |
| Мясоедов, Андрей                                               |                         | Воевода   | (?)—12.1658           |
| Давыдов, С. С.                                                 |                         | Воевода   | 23.12.1658—           |
| Языков, И. Н.                                                  |                         | Воевода   | 10.01.1664—(?)        |
| Щербатов, А.                                                   |                         | Воевода   | (?)                   |
| Алфимов, Иван Михайлович                                       | (?)—08.1670             | Воевода   | 1667—08.1670          |
| Самоуправление жителей во главе с И. Говорухиным и М. Нелосным | ---                     | ---       | 08.1670—29.06.1671    |
| Эверлаков, Василий Яковлевич                                   |                         | Воевода   | 20.09.1671—24.06.1672 |
| Фон Висинов, Афанасий Денисович (Фонвизин)                     |                         | Воевода   | 1672—1674             |
| Самарин, Андрей Никитич                                        |                         | Воевода   | 24.05.1675—1676       |
| Шель, Александр                                                |                         | Воевода   | 1676—1678             |
| Нестеров, Семён Михайлович                                     | (?)—1682                | Воевода   | 1681—1682             |
| Нестеров, Иван Семёнович                                       |                         | Воевода   | 1682                  |
| Пущин, Кирилл Панкратьевич                                     |                         | Воевода   | 1682—1684             |
| Ржевский, Алексей Иванович                                     | (?) — 11.04.1704        | Воевода   | 1689—1690             |
| Макшеев, И. П.                                                 |                         | Воевода   | 15.04.1700—(?)        |
| Кушников, Алексей Иванович                                     | около 1681 — до 1738    | Воевода   | 08.09.1728—1731       |

## Городничие(1781—1851)
| Фамилия, Имя Отчество                                 | Годы жизни            | Должность  | Период руководства            |
| ----------------------------------------------------- | --------------------- | ---------- | ----------------------------- |
| Второв, Иван Алексеевич                               | 07.06.1772—14.02.1844 | Городничий | 1812—1813                     |
| Разумов, Е. И.                                        |                       | Городничий | 1813                          |
| Второв, Иван Алексеевич                               | 07.06.1772—14.02.1844 | Городничий | 1813—1815                     |
| Неизвестно                                            |                       | Городничий | 08.07.1814—02.10.1815         |
| Второв, Иван Алексеевич                               | 07.06.1772—14.02.1844 | Городничий | 03.10.1815—13.12.1815         |
| Хирьянов, Николай Дмитриевич                          |                       | Городничий | 14.12.1815—1816               |
| Соколовский, Иван Иванович                            | (?) — 11(25).02.1830  | Городничий | 04(18).05.1821—11(25).02.1830 |
| Здвиженский                                           |                       | Городничий | (?)                           |
| Сеченов                                               |                       | Городничий | (?)                           |
| Синягин, Пётр Семёнович                               | (?)—1847              | Городничий | 1829(?)—1831(?)               |
| Синягин, Пётр Семёнович                               | (?)—1847              | Городничий | 1835—1837                     |
| Синягин, Пётр Семёнович                               | (?)—1847              | Городничий | 1844                          |
| Шихобалов, Емельян Николаевич (достоверно неизвестно) | (?)—07.10.1888        | Городничий | 1845(?)—1850(?)               |
| Емельянов И.                                          |                       | Городничий | (?)                           |
| Тепляков, Василий Ильич                               | 1792/93—18.12.1855    | Городничий | 1850—1853                     |
| Плотников, Фёдор Семёнович                            | 1796/97—(?)           | Городничий | 1854—(?)                      |
| Гладков, Михаил Иванович                              | 1816/17—1874          | Городничий | 19.11.1862—1864               |

## Городские головы (1871—1918)
| Фамилия, Имя Отчество        | Период руководства    | Примечание |
| ---------------------------- | --------------------- | --- |
| Буреев, Василий Ефимович     | 03.02.1871—05.1873    | |
| Назаров, Михаил Иванович     | 25.07.1873—23.08.1874 | Избран на оставшийся от Буреева срок. 23 августа 1874 года на заседании городской думы ему был высказан упрек в том, что при переговорах с комитетом Оренбургской железной дороги на тему уступок ей городской земли он отстаивал её интересы, а не городские. Назаров тут же заявил о своем немедленном уходе раньше срока.                                                                                                |
| Фон Эссен, Николай Иванович  | 09.1874—12.02.1875    | Избран на оставшийся от Назарова срок, но не был переизбран на пост головы на выборах 19 декабря 1874 года, хотя занимал пост до 12 февраля 1875 года. |
| Кожевников, Ефим Тимофеевич  | 03.02.1875—1881       | Избран на заседании городской думы 11 февраля 1875 года с 3 февраля 1875 года. Занимал пост два срока. |
| Субботин, Пётр Семёнович     | 23.03.1883—11.12.1884 | |
| Алабин, Пётр Владимирович    | 18.12.1884—08.03.1891 | |
| Неклютин, Николай Гаврилович | 08.02.1891—1896       | По итогам работы был переизбран на второй срок, но покинул пост «по семейным обстоятельствам». |
| Арапов, Пётр Александрович   | 26.09.1897—04.1900    | Находился под давлением «троицкой партии», существовавшей в городской думе, в результате чего снял с себя цепь городского головы, уйдя таким образом в отставку, на заседании думы в апреле 1900 года. |
| Неклютин, Николай Гаврилович | 29.10.1901—05.1904    | |
| Постников, Сергей Несторович | 26.11.1905—1907       | |
| Мясников Дмитрий Кузьмич     | 13.04.1907— .03.1910  | Годы жизни 1849—1921. В 1910 году вопрос о продолжении карьеры Дмитрия Кузьмича на посту городского головы встал ребром. Гласные городской думы, избиравшие по закону самарского градоначальника, в ноябре 1909 года сделали выбор в пользу Михаила Дмитриевича Челышева (Челышова), который выступил с позитивной предвыборной программой «Свет, гласность и контроль» и официально вступил в должность в марте 1910 года. |
| Челышев, Михаил Дмитриевич   | .03.1910—1912         | Одержал победу на выборах у Постникова (5 голосов «за») и Мясникова (8 голосов «за») с 33 голосами «за». Совмещал должность городского головы с членством в Государственной думе. Пытаясь расширить свои права за счет городской думы, вошёл в конфликт с большинством гласных и в 1912 году оставил пост. Исполняющим обязанности городского головы в 1911—1914 годах значится гласный В. П. Ушаков                        |
| Пермяков, Сергей Ефремович   | 1914—23.12.1916       | Из-за скрытой деятельности последователей Челышева в городской думе был рассмотрен вопрос о доверии Пермякову. Несмотря на подтверждение доверия, 24 ноября 1916 года он подал прошение об отставке и до получения из Москвы подтверждения находился в отпуске без сохранения содержания. |
| Смирнов, А. М.               | (?) — 18.01.1918      | |

## Руководители (с1918по1992)
| Фамилия, Имя Отчество                                         | Годы жизни                   | Должность                                                   | Период руководства      |
| ------------------------------------------------------------- | ---------------------------- | ----------------------------------------------------------- | ----------------------- |
| Город под управлением Комитета членов Учредительного собрания | ---                          | ---                                                         | 08.06.1918—07.10.1918   |
| Куйбышев, Валериан Владимирович                               | 25.05(06.06).1888—25.01.1935 | Председатель Городского Исполкома                           | 19.11.1920—(?)          |
| Клюев, Павел Николаевич                                       | 14.01.1891—11.05.1938        | Председатель Городского Исполкома                           | (?)—23.10.1937          |
| Бабин, Михаил Фёдорович                                       | 14.11.1905—24.04.1943        | Председатель Городского Исполкома                           | 01.1940—04.1941         |
| Пылев, Михаил Александрович                                   | (?)                          | Председатель Городского Исполкома                           | 04.1941—09.1942         |
| Волков, П. П.                                                 | (?)                          | Председатель Городского Исполкома                           | 09.1942—03.1943         |
| Коновалов, А. Г.                                              | (?)                          | Председатель Городского Исполкома                           | 03.1943—05.1944         |
| Васильев, К. П.                                               | (?)                          | Председатель Городского Исполкома                           | 05.1944—09.1945 (?)     |
| Сурин, Пётр Васильевич                                        | 16.01.1906—3.11.1983         | Председатель Городского Исполкома                           | 04.1946—12.1951 (?)     |
| Смирнов, Владимир Иванович                                    | 1908—24.02.1983              | Председатель Городского Исполкома                           | 12.1951 —1959           |
| Ковалёв, Олег Ильич                                           | 11.08.1915—22.03.1993        | Председатель Исполкома городского СДТ                       | 22.01.1959 - 22.03.1963 |
| Исаков Константин Афанасьевич                                 | 16/29.12.1912—4.06.1986      | Председатель Исполкома городского СТД                       | 22.03.1963 — 18.12.1964 |
| Росовский, Алексей Андреевич                                  | 06.04.1923—06.07.2009        | Председатель Исполкома городского Совета народных депутатов | 11.1964—05.1982         |
| Золотарёв, Владимир Иванович                                  | 03.03.1936—14.11.2017        | Председатель Исполкома городского Совета народных депутатов | 06.1982—12.1984         |
| Задыхин, Геннадий Васильевич                                  | 13.06.1940—09.03.2019        | Председатель Исполкома городского Совета народных депутатов | 12.1984 —1988           |
| Родионов, Алексей Иванович                                    | 09.08.1940—23.10.2023        | Председатель Исполкома городского Совета народных депутатов | 15.12.1988—11.1990      |
| Титов, Константин Алексеевич                                  | род. 30.10.1944              | Председатель Исполкома городского Совета народных депутатов | 12.1990—31.08.1991      |

| Фамилия, Имя Отчество                                         | Годы жизни                   | Должность                                   | Период руководства     |
| ------------------------------------------------------------- | ---------------------------- | ------------------------------------------- | ---------------------- |
| Теплов, Николай Павлович                                      | 1887—1942                    |                                             | 14.10.1917—05.1918     |
| Масленников, Александр Александрович                          | 10.07.1890—18.04.1919        | Председатель Городского Совета              | 05.1918—8.06.1918      |
| Город под управлением Комитета членов Учредительного собрания | ---                          | ---                                         | 08.06.1918—07.10.1918  |
| Теплов, Николай Павлович                                      | 1887-1942                    | Председатель Городского Совета              | 14.10.1918—13.11.1918  |
| Куйбышев, Валериан Владимирович                               | 25.05(06.06).1888—25.01.1935 | Председатель Городского Совета              | 15.11.1918—04.1919 (?) |
| Постышев, Павел Петрович                                      | 06(18).09.1887—26.02.1939    | Первый Секретарь городского комитета ВКП(б) | 1937—1938              |
| Заикин, Валерий                                               | (?)                          | Первый Секретарь городского комитета ВКП(б) | (?)                    |
| Жаворонков, Василий Гаврилович                                | 28.01(10.02).1906—09.06.1987 | Первый Секретарь городского комитета ВКП(б) | 11.1943—04.1946        |
| Пузанов, Александр Михайлович                                 | 12(25).10.1906—01.03.1998    | Первый Секретарь городского комитета ВКП(б) | 1946—1950              |
| Банников, Николай Васильевич (секретарь)                      | 10.05.1914—10.12.2004        | Первый Секретарь городского комитета КПСС   | 1955—1959              |
| Ветлицкий, Вячеслав Фёдорович                                 | 15.02.1915—05.01.1992        | Первый Секретарь городского комитета КПСС   | 1961—(?)               |
| Калинин, Алексей Иванович                                     | 07.03.1922—06.08.2010        | Первый Секретарь городского комитета КПСС   | (?)—1966               |
| Апарин, Николай Кузьмич                                       | (?)                          | Первый Секретарь городского комитета КПСС   | 1966—(?)               |
| Дробышев, Борис Фёдорович                                     | 10.07.1926—11.07.1993        | Первый Секретарь городского комитета КПСС   | 1970—1976              |
| Заикин, Валерий Александрович                                 | 1929—неизвестно              | Первый Секретарь городского комитета КПСС   | 1976—1984              |
| Золотарёв, Владимир Иванович                                  | 3.03.1936—14.11.2017         | Первый Секретарь городского комитета КПСС   | 12.1984—11.1991        |

## Глава городского округа Самара
| №                                 | Фото                              | Имя (Годы жизни)                  | Срок полномочий                   | Срок полномочий                   | Партия                            | Партия                            | Выборы                            | Пр.                               |                                   |
| №                                 | Фото                              | Имя (Годы жизни)                  | Начало                            | окончание                         | Партия                            | Партия                            | Выборы                            | Пр.                               |                                   |
| Глава администрации города Самары | Глава администрации города Самары | Глава администрации города Самары | Глава администрации города Самары | Глава администрации города Самары | Глава администрации города Самары | Глава администрации города Самары | Глава администрации города Самары | Глава администрации города Самары | Глава администрации города Самары |
| --------------------------------- | --------------------------------- | --------------------------------- | --------------------------------- | --------------------------------- | --------------------------------- | --------------------------------- | --------------------------------- | --------------------------------- | --------------------------------- |
| 1                                 |                                   | Олег Сысуев (1953–)               | 31 декабря 1991                   | 5 июня 1994                       |                                   | Беспартийный                      | [ комм. 1 ]                       | [ 10 ]                            |                                   |
| Глава городского округа Самара    |                                   |                                   |                                   |                                   |                                   |                                   |                                   |                                   |                                   |
| (1)                               |                                   | Олег Сысуев (1953–)               | 5 июня 1994                       | 1 сентября 1996                   |                                   | Беспартийный                      | 1994                              |                                   |                                   |
| (1)                               | 1 сентября 1996                   | Олег Сысуев (1953–)               | 1 апреля 1997                     | 1996                              |                                   | Беспартийный                      |                                   |                                   |                                   |
| и. о.                             |                                   | Владимир Лумпов (1948–2024)       | 1 апреля 1997                     | 15 августа 1997                   |                                   | Беспартийный                      | [ комм. 3 ]                       |                                   |                                   |
| 2                                 |                                   | Георгий Лиманский (1950–)         | 15 августа 1997                   | 15 июля 2001                      |                                   | Беспартийный                      | 1997                              |                                   |                                   |
| 2                                 | 15 июля 2001                      | Георгий Лиманский (1950–)         | 23 октября 2006                   |                                   | РНРП                              | 2001                              |                                   |                                   |                                   |
| 2                                 | 15 июля 2001                      | Георгий Лиманский (1950–)         | 23 октября 2006                   | Единая Россия                     |                                   | 2001                              |                                   |                                   |                                   |
| 3                                 |                                   | Виктор Тархов (1948–2025)         | 23 октября 2006                   | 11 октября 2010                   |                                   | Справедливая Россия               | 2006                              |                                   |                                   |
| 4                                 |                                   | Дмитрий Азаров (1970–)            | 11 октября 2010                   | 9 октября 2014                    |                                   | Единая Россия                     | 2010                              |                                   |                                   |
| и. о.                             |                                   | Александр Карпушкин (1971–2020)   | 11 октября 2014                   | 24 ноября 2014                    |                                   | Беспартийный                      | [ комм. 5 ]                       |                                   |                                   |
| 5                                 |                                   | Александр Фетисов (1967–)         | 24 ноября 2014                    | 13 октября 2015                   |                                   | Единая Россия                     | [ комм. 6 ]                       |                                   |                                   |
| 6                                 |                                   | Олег Фурсов (1965–)               | 13 октября 2015                   | 31 октября 2017                   |                                   | Единая Россия                     | [ комм. 7 ]                       | [ 11 ]                            |                                   |
| и. о.                             |                                   | Владимир Василенко (1955–)        | 31 октября 2017                   | 26 декабря 2017                   |                                   | Беспартийный                      | [ комм. 8 ]                       | [ 12 ]                            |                                   |
| 7                                 |                                   | Елена Лапушкина (1968–)           | 26 декабря 2017                   | 15 ноября 2024                    |                                   | Единая Россия                     | [ комм. 9 ]                       | [ 13 ]                            |                                   |
| и. о.                             |                                   | Иван Носков (1972–)               | 15 ноября 2024                    | 26 декабря 2024                   |                                   | Единая Россия                     | [ комм. 10 ]                      | [ 14 ]                            |                                   |
| 8                                 | 26 декабря 2024                   | Иван Носков (1972–)               |                                   |                                   |                                   | Единая Россия                     |                                   |                                   |                                   |